# Paolo Cananzi
Paolo Cananzi (Rimini, 20 dicembre 1963) è un autore televisivo e sceneggiatore italiano.

## Biografia
Debuttò nel 1980 come conduttore radiofonico. Nel 1986 cominciò a farsi conoscere viaggiando per l'Italia con i suoi spettacoli comici in cui usava diapositive e nel 1988 fece la prima apparizione televisiva nel programma di Renzo Arbore Doc (Rai 2). Nel 1990 venne invitato al Maurizio Costanzo Show. Nel 1997 apparve per l'ultima volta in televisione in Mai dire gol con la Gialappa's Band (Italia 1). Dal 1998 si dedica principalmente alla scrittura.
È sposato con l'attrice Marina Massironi, con la quale vive a Poggio Torriana in provincia di Rimini.

## Televisione (varietà)
- La posta del cuore - Rai 2 (1998)
- Zelig, facciamo cabaret - Italia 1 (1998)
- Ciro, il figlio di Target - Italia 1 (1999)
- Aldo, Giovanni & Giacomo Show - Rai 2 (2000)
- Mai dire... - Italia 1 (1999-2005)
- L'ottavo nano - Rai 2 (2001)
- Festivalbar - Italia 1 (2005)
- Famiglia Salemme Show - Rai 1 (2006)
- Apocalypse Show - Rai 1 (2007)
- Le Iene - Italia 1 (2008)
- Quasi TG - Vodafone Live! TV (2008)
- Scherzi a parte - Canale 5 (2009)
- Un due tre stella - LA7 (2012)
- Volo in diretta - Rai 3 (2013)
- NeriPoppins - Rai 3 (2013)
- Saturday Night Live - TV8 (2018)
- Adrian Live - Canale 5 (2019)
- Big Show - Canale 5 (2022)

## Televisione (sit-com e serie tv)
- Rido (2000)
- Love Bugs (2004)
- Cotti e mangiati (2006)
- La strana coppia (2007)
- All Stars (2009)

## Radio (autore)
- Quando Calienta el Sol - RadioRai (1987)
- Una Domenica da Leoni - RadioDue (1991)
- Gomitate - RadioDue (1991)
- Gulliver - RadioDue (1991)

## Filmografia
- Chiedimi se sono felice (2000) - soggettista/sceneggiatore
- La leggenda di Al, John e Jack (2002) - soggettista/sceneggiatore
- Totò Sapore e la magica storia della pizza (2003) - sceneggiatore
- La strana coppia (2007) - sceneggiatore